# Юсипчук Богдан Романович
Богдан Рома́нович Юсипчу́к (нар. 5 липня 1988, Київ) — український кіно- та театральний актор, модель, володар титулів «Містер Україна» (2014) та «Mister Sea World» (2018). Старший брат відомого українського кінорежисера Олеся Юсипчука.
Юсипчук знявся у ряді успішних російських та українських телесеріалів. Серед найвідоміших українських телесеріалів, де знявся Юсипчук, «Гвардія» (2015—2017) та «Одного разу під Полтавою» (2016). Також актор мав епізодичні ролі в ряді комерційно успішних українських повнометражних фільмів, зокрема у фільмах «Тіні незабутих предків» (2014) та «Крути 1918» (2018).
Після повномаштабного вторгнення РФ переїхав в США, де і проживає.

## Життєпис

### Ранні роки

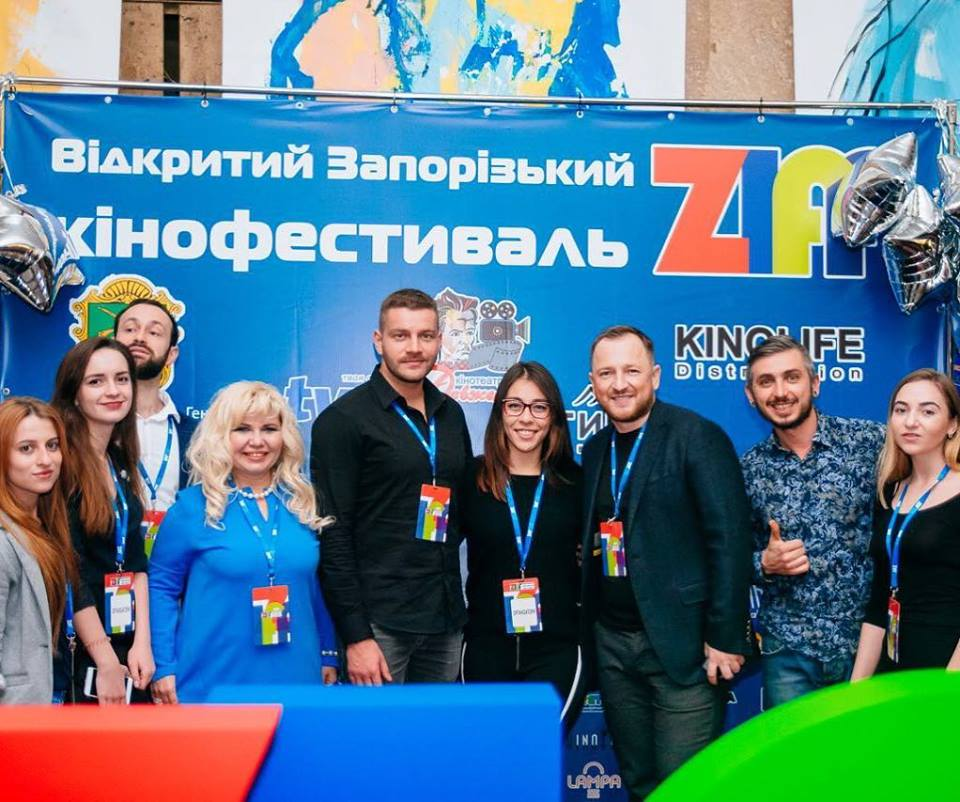
Богдан Юсипчук на Запорізькому міжнародному кінофестивалі 2017 року.

Богдан народився 5 липня 1988 року в Києві у сім'ї художників. Дитинство провів у місті Косів, де і навчався у школі № 1. Закінчив школу гри на бандурі та фортепіано, відвідував тренування з вільної та греко-римської боротьби, де за довгі роки тренувань здобув звання кандидата в майстри спорту.
Отримавши неповну середню освіту, вступив до коледжу Косівського державного інституту прикладного та декоративного мистецтва на відділ розпису. Закінчив з червоним дипломом.
У 2008 році вступив до Київського національного університету театру, кіно і телебачення на спеціальність «актор театру та кіно», який закінчив у 2013 році. Навчався в майстерні Шаварського Олега Микитовича.

### Модельна кар'єра

#### Початок кар'єри та «Містер Україна»
У 2014 році виборов титул «Містер Україна 2014». У тому ж році в Торбеї у Великій Британії на міжнародному конкурсі серед чоловіків «Mister World» (Містер світу) отримав титул «Містер Конгеніальність» і здобув третє місце у змаганнях з екстремального спорту.
У 2015 році Богдан представляв Україну на чоловічому конкурсі краси «Mister International» у південнокорейському місті Ансан, де він ввійшов у топ п'ятірку по національних костюмах.

#### Здобуття звання «Mister Sea World» 2018
6 травня 2018 року у перуанському місті Іло відбувся конкурс краси «Mister Sea World» («Містер Морський Світ»), де Богдан Юсипчук отримав титул найкрасивішого чоловіка світу.
Того ж місяця у Каннах у рамках кінофестивалю («Film short corner») відбулася прем'єра документального короткометражного фільму «Містер Україна. Боротьба з собою» про те, як він представляв Україну на конкурсі «Mister World». Ця кінокартина стала його дебютною роботою як режисера.

### Акторська кар'єра

#### Кіно та телебачення
Перша епізодична роль актора була в українському документальному фільмі «УПА 46» (2006 рік) [джерело?]. Згодом Юсипчук знявся у ряді популярний російських та російсько-українських серіалах: «Повернення Мухтара» (4, 6 та 7 сезони, 2007—2011), «Щоденники темного» (2011) тощо.
Дебют актора в повнометражному художньому фільмі відбувся у 2013 році у фільмах жахів «Тіні незабутих предків» (2013) та «Синевир» (2014).

#### Театр
У 2016 році Юсипчук зіграв роль у комедійній виставі «Шалене весілля», київського театру «New Stage».
15 травня 2017 році у малому залі палацу «Україна» відбулася прим'єра вистави «Шоу уродів», де Юсипчук зіграв роль Карла.

### Кар'єра телеведучого
14 червня 2018 року стало відомо про те, що Богдан Юсипчук стане новим суддею другого сезону «Модель XL» на телеканалі «1+1».

## Фільмографія
Телебачення
| Рік         |     | Українська назва                   | Оригінальна назва         | Роль                                                                                      |
| ----------- | --- | ---------------------------------- | ------------------------- | ----------------------------------------------------------------------------------------- |
| 2007 — 2011 | с   | «Повернення Мухтара»               | Возвращение Мухтара       | поліціянт (4 сезон), Руслан (6 сезон), голова спортклубу/охоронець супермаркету (7 сезон) |
| 2011        | с   | «Щоденники темного»                | Дневники тёмного          | Захар                                                                                     |
| 2011        | с   | «Доставити за будь-яку ціну»       | Доставить любой ценой     | епізод (немає в титрах)                                                                   |
| 2012        | с   | «Пристрасті по Чапаю»              | Страсти по Чапаю          | поліціянт                                                                                 |
| 2012        | с   | «Страшна красуня»                  | Страшная красавица        | епізод (немає в титрах)                                                                   |
| 2013        | с   | «Поцілунок»                        | Поцелуй                   | епізод (немає в титрах)                                                                   |
| 2013        | с   | «Нахабка»                          | Нахалка                   | Пашка                                                                                     |
| 2013        | с   | «Синевир»                          | Синевир                   | Федя                                                                                      |
| 2014        | с   | «Поки станиця спить»               | Пока станица спит         | Тарас                                                                                     |
| 2014        | с   | «Брат за брата»                    | Брат за брата             | Вітя (3 сезон)                                                                            |
| 2015 — 2017 | с   | «Гвардія»                          | Гвардия                   | Лейтенант                                                                                 |
| 2016        | с   | «Чорна квітка»                     | Черный цветок             | Антон                                                                                     |
| 2016        | с   | «Одного разу під Полтавою»         | -                         | епізод (немає в титрах)                                                                   |
| 2016        | с   | «Хазяйка»                          | Хозяйка                   | епізод (немає в титрах)                                                                   |
| 2016        | с   | «Поганий хороший коп»              | Плохой хороший коп        | Ігумнов                                                                                   |
| 2016        | с   | «На лінії життя»                   | На линии жизни            | Ярослав Скопенко                                                                          |
| 2016        | с   | «Заміж після всіх»                 | Замуж после всех          | Павло                                                                                     |
| 2017        | с   | «Знайди 2. Вікно життя»            | Подкидыши-2. Окно жизни   | менеджер автосалону                                                                       |
| 2017        | с   | «Заповіт принцеси»                 | Завещание принцессы       | Рене                                                                                      |
| 2018        | док | «Містер Україна. Боротьба з собою» | -                         | Грає себе                                                                                 |
| 2018        | с   | «Східні солодощі 2»                | Восток-Запад 2            | Андрій                                                                                    |
| 2018        | с   | «Дружина з потойбіччя»             | Жена с того света         | Олег                                                                                      |
| 2018        | с   | «Ментівські війни. Харків»         | Ментовские войны. Харьков | Дмитро Воронов                                                                            |

Повнометражні фільми
| Рік  |   | Українська назва         | Оригінальна назва | Роль                        |
| ---- | - | ------------------------ | ----------------- | --------------------------- |
| 2013 | ф | «Тіні незабутих предків» | -                 | Артур                       |
| 2014 | ф | «Синевір»                | Синевир           | Федір                       |
| 2015 | ф | «Політ золотої мушки»    | -                 | Ромко                       |
| 2016 | ф | «Чунґул»                 | Чунгул            | Денис                       |
| 2017 | ф | «Правило бою»            | Правило боя       | спаринг партнер             |
| 2018 | ф | «Шалений Будапешт»       | Budapest          | український дубляж, Вінсент |
| 2019 | ф | «Крути 1918»             | -                 | Отаманський                 |
| 2019 | ф | «Халепа на 5 baksiv»     | -                 | Бодя                        |
| 2020 | ф | «Гола правда»            | -                 | Вова                        |
| 2020 | ф | «Понад усе»              | -                 | Костя                       |
| 2020 | ф | «Нереальний КОПець»      | -                 | TBA                         |

## Музичні відео
| Рік  | Назва     | Роль     | Артист      | Дж.           |
| ---- | --------- | -------- | ----------- | ------------- |
| 2016 | «Не беда» | Коханець | Роза Мажонц | [ 14 ]        |
| 2016 | «Бегу»    | Хлопець  | Альоша      | [ 15 ] [ 16 ] |

## Театральні роботи
| Рік  | Назва          | Роль | Театр               | Примітка       |
| ---- | -------------- | ---- | ------------------- | -------------- |
| 2016 | Шалене весілля |      | Театр «New Stage»   | Тур по Україні |
| 2017 | Шоу уродів     | Карл | «Інший театр», Київ |                |

## Телебачення
| Рік  | Назва            | Роль                | Канал | Нотатки               | Дж.    |
| ---- | ---------------- | ------------------- | ----- | --------------------- | ------ |
| 2018 | Модель XL        | Грає себе (суддя)   | 1+1   | Реаліті-шоу           |        |
| 2018 | Вижити в Україні | Грає себе (ведучий) | ZIK   | Програма-розслідувань | [ 17 ] |